# Album of the Year (magazyn)
Album of the Year (w skrócie: AOTY) – amerykańska strona internetowa gromadząca recenzje krytyczne i agregująca oceny albumów muzycznych, przeliczone następnie na ocenę uśrednioną w 100-punktowej skali (podobnie jak Metacritic). 

## Historia i profil
Serwis Album of the Year został założony w 2008 roku. Jego siedziba mieści się w Citrus Heights, w stanie Kalifornia. W listopadzie 2023 roku najpopularniejszym krajem wysyłającym ruch z komputerów stacjonarnych do albumoftheyear.org były Stany Zjednoczone – 26.79%, następnie Wielka Brytania – 9.56% oraz Kanada – 4.86%. 
Prezentacja każdego albumu zawiera jego ocenę łączną, zsumowaną z ocen krytyków przeliczonych w skali 100-punktowej oraz linki do konkretnych recenzji na stronach magazynów muzycznych. Prezentację uzupełniają szczegóły dotyczące wydania albumu oraz lista utworów.

## „Sophomore album slump”
W 2013 roku serwis Album of the Year został wzięty pod uwagę w studium porównawczym, którego wyniki ochrzczono mianem „sophomore album slump” („załamanie przy drugim albumie”). Organizatorzy tego studium rozpoczęli od listy 100 najlepszych debiutanckich albumów wszech czasów opublikowanej przez magazyn Rolling Stone w marcu 2013 roku, a następnie dokonywali przeglądu Album of the Year, porównując wyniki 80 debiutanckich płyt z ich kontynuacjami. Okazało się, że 66,25% ocen spadło, co miało być dowodem rzeczowym, że „załamanie przy drugim albumie” jest zauważalnym problemem dla zespołów z różnych gatunków, kultur i okresów historycznych.

## Listy na koniec roku
Album of the Year publikuje listy końcoworoczne najwyżej ocenianych albumów w danym roku, sporządzanych przez internetowe magazyny muzyczne, działy muzyczne czasopism i rozgłośnie radiowe (między innymi: AllMusic, The A.V. Club, Billboard, Clash, Consequence, DIY, Entertainment Weekly, Evening Standard, Exclaim!, God Is in the TV, The Guardian, Kerrang!, The Line of Best Fit, Los Angeles Times, Metal Hammer, Mojo, musicOMH, NME, NPR, The Observer, Paste, Pitchfork, PopMatters, Record Collector, Rolling Stone, Slant Magazine, Sputnikmusic, The Telegraph, Uncut, Under the Radar i Wired), a następnie sporządza na ich podstawie własną, zsumowaną listę najlepszych albumów – Music Year End List Aggregate. W 2023 roku 1. miejsce przypadło zespołowi Boygenius i jego albumowi The Record.